# Valeska Scholz
Valeska Scholz (* 1980 in Hannover) ist eine deutsche Illustratorin und Grafikdesignerin.

## Werdegang
Scholz wuchs auf im Weserbergland. Nach Abitur und einem Freiwilligen sozialen Jahr in einer Einrichtung für Menschen mit Behinderung zog sie 2002 nach Bremen, um an der Hochschule für Künste Integriertes Design zu studieren. Seit Abschluss ihres Studiums ist sie in Bremen als freiberufliche Grafikdesignerin und Illustratorin tätig. Bekanntheit erlangte sie vor allem durch ihre Kinderbuch-Illustrationen.
Das erste von ihr illustrierte Buch war ein 2010 veröffentlichtes Plattdeutsch-Buch für Kinder. Seither sind rund 40 weitere von Scholz illustrierte Bücher hinzugekommen, darunter die Geschichten von Kommissar Maus, der Saurios-Echsenbande, dem Räuber Roddi Hut, die Wimmelbücher von Bremen und Bremerhaven sowie Erstlesebücher.

## Werke (Auswahl)
- Lüttjet Platt – Mein erstes Platt-Buch, Bremen: Schünemann, 2010. ISBN 978-3-7961-1967-5.
- (mit Daniela Dammer) Kleiner Räuber Roddi Hut, Stuttgart: Thienemann, 2016, ISBN 978-3-522-43771-4.
- (mit Sibylle Rieckhoff) Kommissar Maus löst jeden Fall – Die Läuse sind los, Bad Rodach: Haba, 2017, ISBN 978-3-869-142-043.
- (mit Stephanie Polák) Die Saurios, Hamburg: Dragonfly, 2020, ISBN 978-3-7488-0023-1.
- (mit Manfred Mai), Leons erster Schultag, Ravensburg: Ravensburger, 2021, ISBN 978-3-473-46021-2.
- Das Bremen-Wimmelbuch, Bremen: Schünemann, 2021, ISBN 978-3-7961-1115-0.
- Mein erstes Bremerhaven-Buch, Bremen: Schünemann, 2022, ISBN 978-3-7961-1135-8.
- (mit Karen Christine Angermayer), Piggo und Puter: Vom Stall ins All, Hamburg: Carlsen, 2023, ISBN 978-3-551-69077-7.
- Sommer, Sonne, Freibad: 100 Jahre Stadionbad, Bremen: Schünemann, 2025, ISBN 978-3-7961-1211-9.